# 元橋一之
元橋 一之（もとはし かずゆき、1961年- ）は、日本の経済産業官僚、経済学者。経済産業省大臣官房調査統計部総括グループ長等を経て、東京大学大学院工学系研究科レジリエンス工学研究センター教授。

## 略歴
大阪府出身。1984年東京大学工学部土木工学科卒、86年同大学院工学系研究科修士課程修了、通商産業省機械情報産業局電子政策課係員。1987年通商産業省産業政策局企業行動課係長、1989年通商産業省大臣官房情報管理課係長、1990年資源エネルギー庁公益事業部技術課課長補佐、1993年コーネル大学経営大学院修了、MBA、通商産業省大臣官房調査統計部統計解析課課長補佐、1995年経済協力開発機構科学技術産業局経済分析統計課エコノミスト、1998年中小企業庁計画部計画課課長補佐。1999年通商産業省通商政策局通商情報広報官、2000年「技術革新と技術移転に関する経済学的研究 OECD諸国の比較分析」で慶應義塾大学博士（商学）、通商産業省（2001年から経済産業省）大臣官房調査統計部括グループ長、経済産業研究所客員研究員、2002年経済産業研究所計量分析データ室長・上席研究員兼一橋大学イノベーション研究センター助教授、2004年東京大学先端科学技術研究センター助教授、経済産業研究所ファカルティフェロー、公正取引委員会競争政策研究センター客員研究員、2006年東京大学大学院工学系研究科レジリエンス工学研究センター技術経営戦略学専攻教授、2013年華東師範大学客員教授、2014年文部科学省科学技術学術政策研究所総括主任研究官、スタンフォード大学アジア太平洋研究センター客員研究員。専門は、計量経済学、産業組織論、技術経営論。

## 著書
- 『ITイノベーションの実証分析 日本経済のパフォーマンスはどう変化したか』東洋経済新報社 2005
- 『グローバル経営戦略』東京大学出版会 2013
- 『日はまた高く産業競争力の再生』日本経済新聞出版社 2014

### 共編著
- 『日本経済競争力の構想 スピード時代に挑むモジュール化戦略』安藤晴彦共著 日本経済新聞社 2002
- 『日本のバイオイノベーション オープンイノベーションの進展と医薬品産業の課題』編著 白桃書房 2009
- 『グローバルビジネス戦略』渡部俊也編 新宅純二郎,小川紘一,立本博文,富田純一共著 白桃書房 東京大学知的資産経営総括寄付講座シリーズ 2011
- 『アライアンスマネジメント 米国の実践論と日本企業への適用』編著 白桃書房 2014

## 論文
- <元橋一之